# Разборський Олександр Андрійович
Олександр Андрійович Разборський (25 березня 1930, село Майдан, тепер Вінницького району Вінницької області — 27 березня 2005, місто Нововолинськ) — український радянський діяч, бригадир робітників очисного вибою шахти № 8 «Нововолинська» імені Леніна Волинської області, Герой Соціалістичної Праці (29.06.1966). Депутат Верховної Ради СРСР 6—8-го скликань. Член Ревізійної Комісії КПУ в 1966—1976 роках.

## Біографія
Народився в селянській родині, батько загинув на фронтах Другої світової війни.
З 1939 по 1941 рік Олександр Разборський навчався в початковій школі села Майдан Вінницького району Вінницької області.
Трудову діяльність розпочав у 1945 році робітником відділу робітничого постачання в селі Майдан. З грудня 1947 по вересень 1949 року працював колгоспником колгоспу «Шлях до комунізму» села Майдан Вінницького району Вінницької області.
У серпні 1949 року був направлений в місто Макіївку Сталінської області, де у 1950 році закінчив гірничопромислову школу фабрично-заводського навчання.
У 1950—1953 роках — прохідник, кріпильник шахти імені Леніна міста Макіївки Сталінської області.
З вересня 1953 по липень 1954 року — кріпильник шахти імені Сталіна міста Ткібулі Грузинської РСР.
З липня 1954 року працював на будівництві шахт Львівсько-Волинського вугільного басейну. У липні 1954 — травні 1958 року — машиніст вугільного комбайну будівельного управління № 3 міста Нововолинська Волинської області.
Член КПРС з 1958 року.
У травні 1958 — листопаді 1959 року — бригадир прохідників комбайнової бригади будівельного управління № 5 міста Нововолинська Волинської області.
У листопаді 1959 — травні 1963 року — бригадир прохідників комбайнової бригади, машиніст бурошнекової машини шахти № 8 «Нововолинська-Комсомольська» імені Леніна тресту «Нововолинськвугілля» Волинської області.
У червні 1963 — 1973 року — бригадир робітників очисного вибою шахти № 8 «Нововолинська» імені Леніна комбінату «Укрзахідвугілля» Волинської області. Бригада Разборського не раз встановлювала всесоюзні рекорди проходження гірничих виробок.
У 1973—1980 роках — електрослюсар шахти № 8 «Нововолинська» імені Леніна комбінату «Укрзахідвугілля» Волинської області.
З 1980 року — на пенсії в місті Нововолинську Волинської області.

## Нагороди
- Герой Соціалістичної Праці (29.06.1966)
- орден Леніна (29.06.1966)
- орден Жовтневої Революції
- медалі
- Почесна грамота Президії Верховної Ради Української РСР (.10.1959)
- заслужений шахтар Української РСР
- Почесний громадянин міста Нововолинська (20.12.2007, посмертно)